# Gentium
Gentium is een gratis lettertype ontworpen door Victor Gaultney. Dit lettertype is gelicenseerd onder de OFL, waardoor het toegestaan is Gentium te veranderen en te verspreiden. Gentium is ontworpen om de verschillende etnische groepen in de wereld die Latijnse, Cyrillische en Griekse schriften gebruiken, de mogelijkheid te bieden goed leesbare en kwalitatief hoge publicaties te produceren. Momenteel is Gentium beschikbaar in een normale en een cursieve variant; Gentium Basic, een variant die alleen basis-Latijn karakters bevat, heeft echter ook een vette en een vet-cursieve variant.